# E.B. Clucher
Enzo Barboni, művésznevén E.B. Clucher (Róma, 1922. július 10. – Róma, 2002. március 23.) olasz filmrendező, forgatókönyvíró, producer, operatőr. Főleg Bud Spencer, Terence Hill és Giuliano Gemma főszereplésével készült filmjeiről ismert.

## Filmográfia
- A két őrmester (1961) – operatőr
- Toto diabolicus (1962) – operatőr
- Texas adios (1966) – operatőr
- A nevető ember (1966) – operatőr
- Django (1966) – operatőr
- Mindhalálig Rock and Roll (1967) – operatőr
- Rita, a vadnyugat réme (1967) – operatőr
- Az ördög jobb és bal keze (1970) – rendező, forgatókönyvíró
- Az ördög jobb és bal keze 2. (1971) – rendező, forgatókönyvíró
- Vigyázat, vadnyugat! (1972) – rendező, forgatókönyvíró
- Az angyalok is esznek babot (1973) – rendező, író, forgatókönyvíró
- Angyali jobbhorog (1974) – rendező
- Bűnvadászok (1976) – rendező, író, forgatókönyvíró
- Szakadt szakasz (1982) – rendező, forgatókönyvíró
- Nyomás utána! (1983) – rendező
- Nincs kettő négy nélkül (1984) – rendező
- A keményfejű (1987) – rendező
- Fél lábbal a Paradicsomban (1990) – rendező